# Marco Livio Druso Libone
Marco Livio Druso Libone (in latino Marcus Livius Drusus Libo; fl. I secolo) è stato un politico e militare romano.

## Origini familiari
Era figlio naturale di Lucio Scribonio Libone membro della famiglia dei Scriboni Liboni, pretore nell'80 a.C. e di Cornelia Silla. La madre era figlia di Fausto Cornelio Silla, a sua volta figlio del dittatore Lucio Cornelio Silla, e di Pompea Magna, figlia del triumviro Gneo Pompeo Magno. Era quindi fratello di Scribonia, la seconda moglie dell'imperatore Augusto, e quindi zio di Giulia maggiore. Venne però adottato da Marco Livio Druso Claudiano, il padre di Livia Drusilla, terza moglie di Augusto. Comunque viene sempre riferito come Lucii filius (figlio di Lucio) e quindi si pensa che la sua adozione fosse solamente testamentaria.

## Biografia
Libone fu probabilmente edile nel 28 a.C., poco prima che il Pantheon fosse completato. Venne eletto console nel 15 a.C. insieme a Lucio Calpurnio Pisone. Fu probabilmente un membro del collegio degli Arvali.
Ebbe una figlia di nome Livia che sposò Marco Furio Camillo, console nell'8, e dal quale ebbe una figlia, Livia Medullina Camilla, fidanzata del futuro imperatore Claudio ma che morì prima di sposarlo.